# Beaufort-Blavincourt
Beaufort-Blavincourt település Franciaországban, Pas-de-Calais megyében. Lakosainak száma 404 fő (2022. január 1.). Beaufort-Blavincourt Lignereuil, Liencourt, Manin, Noyelle-Vion, Avesnes-le-Comte, Denier és Grand-Rullecourt községekkel határos.

## Népesség
A település népességének változása:
| Lakosok száma | 420  | 402  | 406  | 397  | 400  | 403  | 406  | 405  | 404  |
|               | 2013 | 2015 | 2016 | 2017 | 2018 | 2019 | 2020 | 2021 | 2022 |